# El senyor de les mosques (pel·lícula)
El senyor de les mosques (títol original: Lord of the Flies) és una pel·lícula dramàtica estatunidenca dirigida i muntada per Harry Hook, estrenada l'any 1990. Ha estat doblada al català.
Es tracta de la segona adaptació de la novel·la La seva Majestat de les mosques de William Golding, ja adaptada al cinema amb el mateix títol escrit i dirigida per Peter Brook (1963).

## Argument
Joves d'una escola militar que han sobreviscut a la caiguda d'un avió troben refugi en una illa deserta, amb el comandant de l'avió que està greument ferit. Sense família i sense trobar ningú, intenten treballar junts per sobreviure, creant un món democràtic amb Ralph, el més gran del grup, com a cap, secundat per Porcinet, el cap de turc de la banda. Però aquest món idíl·lic gira cap al malson quan Jack, el més rebel, decideix fer una banda a part i crear un clan rival al de Ralph, que se saldarà en una batalla terrible, amb una sort tràgica per alguns.

## Repartiment
- Balthazar Getty: Ralph
- Chris Furrh: Jack Merridew
- Danuel Pipoly: Porcinet
- Badgett Dale: Simon
- Andrew Taft: Sam, primer bessó
- Edward Taft: Eric, segon bessó
- Gary Rule: Roger
- Terry Wells: Andy
- Braden MacDonald: Larry
- Angus Burgin: Greg
- Martin Zentz: Sheraton
- Brian Jacobs: Peter
- Vincent Amabile: Patterson
- David Weinstein: Mikey
- Chuck Bell: Steve
- Bob Peck: un oficial de marina

## Producció
Les escenes del film han estat rodades a Port Antonio de la parròquia de Portland al nord-est de la Jamaica així com, segons Internet Movie Database, a les costes d'Hāmākua a l'illa de Hawaii, a Hāna a l'illa de Maui i a Kauai a l'arxipèlag de Hawai.

## Al voltant de la pel·lícula
La posada en escena dona més d'importància al militarisme que el llibre de William Golding o el film de Peter Brook. Aquest aspecte es troba en els cants militars dels nens (sobretot al clan dels caçadors), la música d'acompanyament, sovint a basa de percussions recordant els tambors de l'exèrcit o en elements com el somni de Simon i l'helicòpter bombardejant l'illa, la utilització de graus militars ("Coronel" per nomenar Ralph per exemple, o "Sir"), la presència d'un adult, oficial de marina, etc. Aquest accent és posat sobre el militarisme amb la finalitat de mostrar que els nens, instintivament, recreen la societat que acaben d'abandonar i que retroben al final del film. Com Porcinet i el cartell del film: «Ho fem tot com els adults… Per què no funciona?» («we did everything just the way grown-ups would have… What went wrong?»).
Es troba al film una evocació del mite de la caverna de Plató que explica el naixement de les creences religioses a través d'un mite, i denuncia el naixement del que és la superstició, que desemboca en excés de poders: al film, el comandant de l'avió rescatat, greument ferit, troba refugi a una caverna, escapant-se de nens violents. Els nens, ignorants que s'amagava en aquesta caverna, creuen que un monstre sagrat hi viu. Fins i tot hi ha una ofrena d'un cap de porc salvatge, travessat amb un pal davant l'entrada de la gruta. Quan un nen descobreix el comandant ja mort al fons de la caverna, és mort de fet per la ignorància dels seus altres camarades, qui rebutgen sentir el que ha de dir. El film evoca la divisió dels homes a través de la història: d'un grup unit, el grup es divideix un dia, amb les seves diferències, per crear un país, o una ètnia, cosa que desemboca en un conflicte inevitable amb l'altre grup. També, el film mostra una cultura de menyspreu de l'home dèbil, i denuncia la influència totalitària, cosa no allunyada de la Voluntat de potència de Nietzsche, qui denuncia la influència totalitària d'un grup, a través d'un sol home.

## Nominacions
- Premi Young Artist 1991
  - Primer paper masculí per Balthazar Getty
  - Segon paper masculí per Danuel Pipoly
  - Millor grup a un film